# 満鉄調査部
満鉄調査部（まんてつちょうさぶ）は、1907年（明治40年）に設立された南満洲鉄道内の調査機関である。なお、満鉄内の当該部局の名称は時期によって「調査部」「調査課」「調査局」などと異なっているため、ここでは諸部局の活動を一括して述べる。

## 概要
1906年に南満洲鉄道（満鉄、総裁後藤新平）が発足した翌年、満鉄調査部が設置された。当初は満鉄の経営のための調査をはじめ中国東北部などの政治、経済、地誌等の基礎的調査・研究を行なったが、その後の日本の中国進出の拡大に呼応してその対象を広げ、中国そのものを対象とした本格的な調査研究も行うようになっていった。
他方、多数の調査スタッフを必要としたこともあり、日本国内で活動の場を失っていた多数の自由主義者、マルクス主義者などを取り込むようになり、やがてその活動は軍部の忌避するところとなって2度にわたる弾圧事件を受け、活動を縮小した。
満鉄調査部は当時の日本が生み出した最高のシンクタンクであるとしばしば形容される。日本の敗戦と満洲国の消滅により満鉄が消滅した後も、満鉄調査部出身の調査員でその後の日本の政財界や学界で活躍した例は少なくない。それ以外の分野で活躍した者に歌謡歌手の東海林太郎がいる（菊池清麿『国境の町 東海林太郎とその時代』 北方新社、に詳しい）。

## 沿革
- 1907年　大連本社に調査部設立。
- 1908年　調査部を調査課に改称。
- 1908年　東京支社に東亜経済調査局・満洲及朝鮮歴史地理調査部設立。
- 1910年　中央試験所を満鉄に移管。地質研究所設立。
- 1918年　大連図書館設立。
- 1919年　地質研究所を地質調査所と改称。
- 1927年　臨時経済調査委員会設立。
- 1930年　同上廃止。
- 1932年　経済調査会（経調）を新設。調査課を資料課と改称。
- 1936年　経調を廃止し資料課などを統合して産業部を設置。
- 1938年　産業部を調査部と改称。
- 1939年　調査部・東亜経済調査局・中央試験所・大連図書館などを統合し「大調査部」発足。
- 1943年　調査部は調査局に改編され新京に移転。

## 歴史
「調査部」の名称は満鉄内部の複雑な組織再編により一定せず、また「東亜経済調査局」「経済調査会」など本来の「調査部」以外の満鉄内調査機関も一般には広義の「調査部」とみなされている。したがって、ここでは狭義の「調査部」以外の満鉄の調査機関についても特に断らない限りは「調査部」の名称で一括して言及することとする。

### 設立初期
調査部は満鉄初代総裁後藤新平の「文装的武備」という満洲経営構想の下に設立された。彼自身の言葉を借りれば、その内容は「文事的施設を持って他の侵略に備え、一旦緩急あれば武断的行動を助くるの便を併せて講じ置く事」であり、満鉄における調査活動は鉄道経営・産業開発・付属地行政と並ぶ「四大業務」の一として位置づけられた。創立初期に発足した満鉄の調査機関としては、調査部以外にも東亜経済調査局・満洲及朝鮮歴史地理調査部・中央試験所（1907年に関東都督府管轄機関として設立されたが満鉄に移管）・地質研究所（1907年に満鉄鉱業部内の地質課として設置されたものが独立）がある。

### ロシア革命の影響
1917年のロシア革命の勃発は、ロシア極東地域及びそれに隣接する満蒙地域へ日本が勢力を拡張する絶好の機会とみなされた。これにともない満鉄調査部では、調査課ロシア係主任の宮崎正義を中心にロシア・満蒙地域の研究が盛んに行われた。その結果満鉄調査部は「ロシア研究のメッカ」とみなされるようになり、1910年代末には多くの帝国大学卒業者が調査部に入社するようになった。1919年に東京帝国大学新人会の中心的活動家だった佐野学が調査部入りすると、彼の影響を受けて伊藤武雄などが多数入社している。また大川周明や笠木良明などのちに右翼団体行地社結成に向かう人々もこの時期に調査部入りしている。

### 経済調査会
1932年の満洲国成立にともない、満鉄は関東軍から満洲国の経済政策の立案を要請されるようになった。この受け皿として作られたのが経済調査会（経調）であり、経調は十河信二委員長（満鉄理事）のもと、宮崎正義を中心に佐々木義武らも加わり、単なる調査機関にとどまらず政策立案機関として「関東軍の手足」となり活動することとなった（経調メンバーは、のちの企画院への出向も含め、その後の戦後日本の高度経済成長期に多大な影響を与えた）。この経調で活躍したのが後に満鉄事件で連座する大上末広などの新人社員であり、彼らは1933年から『満洲経済年報』の編集に関与して合作社政策による農村救済や「満洲産業開発永年計画」を主張し、経調派もしくは年報派と称されるグループを形成した。満洲国の政策立案が一段落すると、経調は日本軍による分離工作が進行していた華北地域の調査活動に次第に重心を移すようになり、1936年には産業部に改編、ついで調査部と改称された。

### 「大調査部」の成立
1937年の満鉄改組にともない社内での調査業務の比重が大きくなると、松岡洋右総裁の構想に基づき1939年に東亜経済調査局・北支事務所・上海事務所調査課・中央試験所・満蒙資源館・大連図書館などが調査部に統合され、いわゆる「大調査部」が発足した。この体制のもとで「支那抗戦力調査」を初めとする一連の総合調査が実施されていった。大調査部発足の前後から調査部では大幅な人員増強が図られ、「思想的前歴者」すなわち左翼運動からの転向者が即戦力として大量に入社することとなった。石堂清倫はその代表例である。多くの場合調査部内の資料課に配属された彼らは、外来派と称されるグループを形成し、綜合課を拠点とした先述の経調派との間で、日中戦争の認識や満洲社会の変革の展望をめぐって激しい論争を展開した。やや時期はさかのぼるが、『満洲経済年報』に大上末広が講座派の方法によって満洲社会を分析した論文を執筆し、それを鈴木小兵衛が批判したことをきっかけに始まった「満洲経済論争」の背景には、こうした対立関係があったという見方もある。以上のような調査部でのマルクス主義的方法論の浸透を「満鉄マルクス主義」と呼ぶことがある。

### 調査部の解体
調査部員の多くは、1942年から1943年にかけて起こった2次の満鉄調査部事件で関東憲兵隊により検挙された。この結果調査部の機能はほぼ失われ、第2次検挙直前の43年5月に調査局に改編されて大幅な活動縮小を余儀なくされた。調査部は敗戦による満鉄解体を待たずして事実上解体されたといえる。敗戦時点でも

## 主な調査活動
- 満洲朝鮮歴史地理調査（1908年-1914年）
  - 後藤新平の支援により、日本における文献学的な東洋学の基礎作りをめざし発足した。白鳥庫吉・津田左右吉ら創成期の東洋学者が多数参加し、1914年には東京帝国大学文科大学に移管された。

- 華北資源調査（1935年-1936年）

- 冀東農村実態調査（1936年）

- 支那抗戦力調査（1939年-1940年）
  - 具島兼三郎・伊藤武雄・中西功・尾崎秀実らが調査に参加した。報告書は「総篇」「政治篇」「戦時経済政策篇」「奥地経済篇」「外援篇」の全5篇からなり、日中戦争において日本軍が蔣介石政権に対し圧倒的勝利を収めることができないことを結論づけた。

- 日満支ブロック・インフレーション調査（1940年-1941年）
  - 日本帝国勢力圏下のインフレーションの具体的状況の把握とその対策立案のために行われた。

- 華北農村慣行調査（中国農村慣行調査；1940年-1944年）
  - 東亜研究所との共同事業で、中国社会の特質解明をめざし農村の法的慣行を調査した。華北地域（河北省・山東省）で現地調査が実施され、満鉄調査部側は旗田巍・杉之原舜一らが参加した。しかし戦局の悪化により調査は中途で打ち切られ、戦後になって報告の一部分が『中国農村慣行調査』として刊行された。

- 華中慣行調査（1940年-1943年）

- 戦時経済調査（1941年-1942年）

- 南方占領地調査（1942年以降）
  - 太平洋戦争が始まり、南方占領地において軍政が開始されると、各占領地域で軍政のための現地調査が組織された。満鉄調査部はマレー・スマトラおよびビルマを担当し、前2者には枝吉勇、後者には江間江守を班長とする調査団が派遣された。

## 主要逐次刊行物
東亜経済調査局発行の雑誌については当該項目を参照のこと。
- 調査課・経調・産業部・調査部・調査局発行の雑誌
  - 調査時報（調査課；1919年1月-1930年1月）
  - 満蒙事情（調査課；1930年2月-1931年8月）
  - 満鉄調査月報（調査課→調査局資料課1931年9月-1944年2月）

- 北京公所･上海事務所発行の雑誌
  - 北京満鉄月報（北京公所研究室；1924年-1929年）
  - 満鉄支那月誌（上海事務所研究室；1929年-1933年）
  - 上海満鉄季刊（上海事務所；1937年）

- 図書館発行の雑誌
  - 書香（大連図書館；1929年-1944年）
  - 収書月報（奉天図書館；1935年-1943年）
  - 北窗（哈爾濱図書館；1939年-1944年）

- 年報
  - 満洲経済年報（経済調査会→産業部；1933年版-1935年版）

## 第二次大戦後の評価
元調査部員による回想は戦後早い時期から現れているが、本格的な調査部論としては『中央公論』1960年12月に発表された児玉大三（小林庄一の筆名）の「秘録満鉄調査部」が最初期のものである。この論文は、調査部が自由主義と植民地主義の二つの性格をもち、軍への協力か否かで内部に対立が存在していたとしている。これは現在広く流布している満鉄調査部のイメージの原型を形づくったとものであるといえよう。
さらに左翼知識人にとっての「自由な楽園」という、いわば「調査部神話」を定着させたとされるのが、1964年に刊行された伊藤武雄の『満鉄に生きて』であった。伊藤は満鉄経済調査会に属するなど、調査部の主流にいた人物だった。
このような調査部の神話化に対して反論を加えたのが、やはり元調査部員で、傍流の資料課に属した石堂清倫や野々村一雄であった。彼らは経調派・外来派も含め「満鉄マルクス主義」の非実践的な側面に対し、懐疑を表明した。

## 後世への影響
満鉄調査部は終戦とともに消滅の運命となったが、その構成員は戦後の様々な分野で活躍することとなる。
産業界・学術界・政界、特に政界は左右問わず人材を輩出した。
例として、1946年には元関係者によって九州経済調査協会が結成されている。
なお、1958年には、満鉄調査部の手法・組織の影響を強く受けた通産省所管の財団法人アジア経済研究所が設立されている。